# CEMI

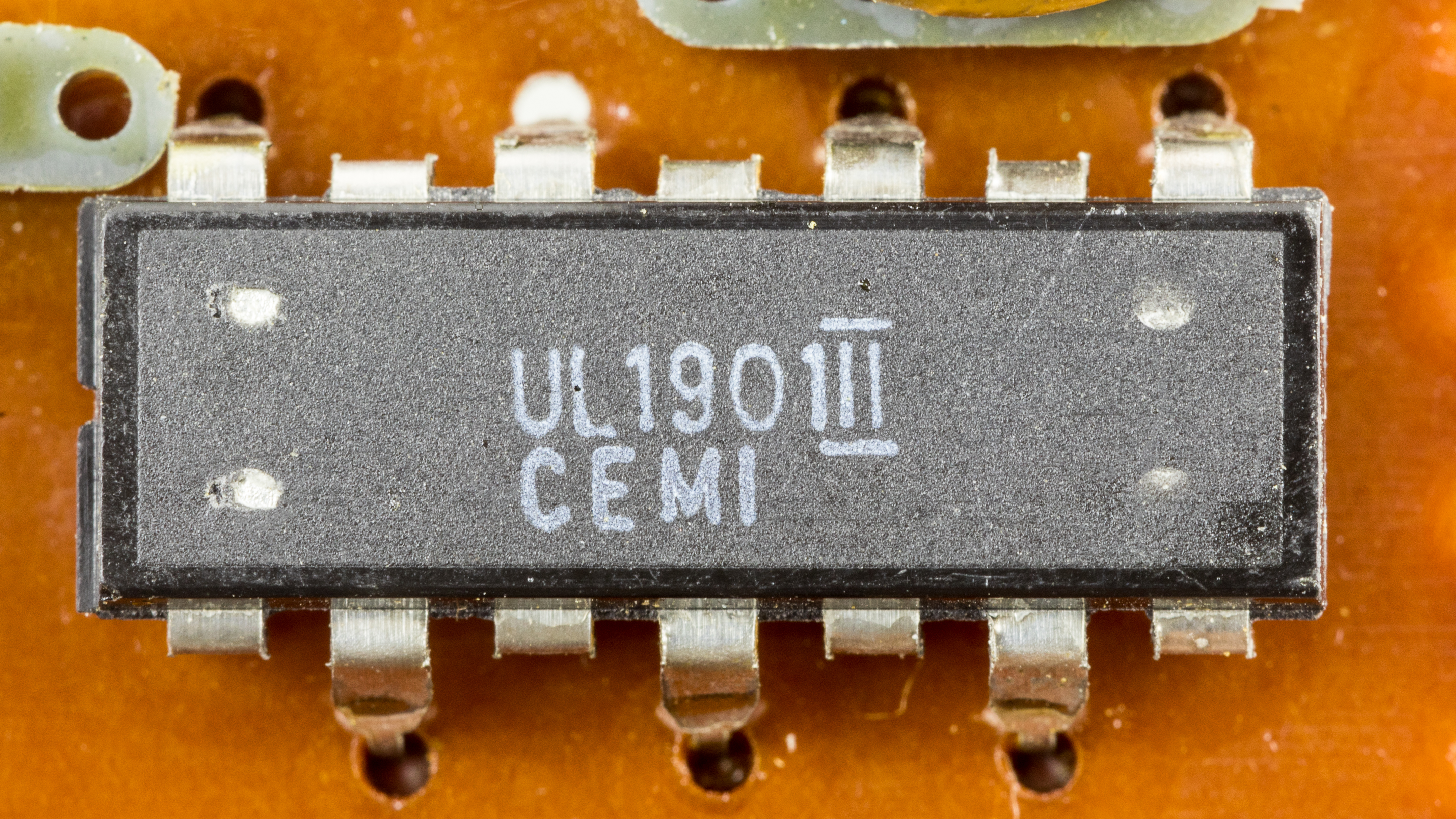
Jeden z produktów oznaczony nazwą producenta

Naukowo-Produkcyjne Centrum Półprzewodników CEMI – polska organizacja skupiająca jednostki naukowe i przemysłowe zajmujące się elektroniką półprzewodnikową, istniejąca w latach 1970–1994.
Zakłady produkowały elementy dyskretne (diody i tranzystory, najpierw germanowe, a później (od 1971) krzemowe), bipolarne układy scalone (TTL), unipolarne układy scalone (CMOS), a w tym układy mikroprocesorowe jak polską wersję 8-bitowego mikroprocesora Intel 8080 o nazwie MCY7880 oraz pamięci i układy kalkulatorowe itp.

## Historia
Zakłady początkowo mieściły się wyłącznie po stronie zachodniej ul. Komarowa (obecnie ul. Wołoska). Później wybudowano budynki po stronie wschodniej. Była tam m.in. linia produkcji tranzystorów mocy i tyrystorów na licencji RCA.
Zasoby produkcji były na tyle znaczne, że podzespoły wykorzystywano w przemyśle krajowym.
W skład Przedsiębiorstwa Naukowo-Produkcyjnego Centrum Półprzewodników UNITRA-CEMI wchodziły:
1. Fabryka Półprzewodników TEWA w Warszawie[3] z zakładami zamiejscowymi w Ostródzie, Mońkach i Łęcznej
2. Zakład Podzespołów Elektronicznych KAZEL w Koszalinie
3. Zakład Elektroniczny w Toruniu
4. Zakład Budowy Urządzeń Technologicznych w Warszawie
5. Zakład Produkcji Urządzeń w Szczytnie

W CEMI przy ul. płk. Władimira Komarowa 5 w Warszawie produkowano wtedy mikroprocesory (MCY7880) i przygotowano produkcję pamięci do PC.
Po likwidacji zakładów CEMI część budynków po zachodniej stronie ul. Wołoskiej zaadaptowano (stare hale i magazyny) do funkcji mieszkalnych i biznesowo-rozrywkowych, tym bardziej że miały one atrakcyjne lokalizacje. Budynki po stronie wschodniej (C1-2 i C3) rozebrano. W Warszawie od dawna stare hale (największy bud. 16) UNITRA CEMI zamieniły się w zespół biurowców GTC (Globe Trade Centre) przy Wołoskiej.